# Xã Finley, Quận Scott, Indiana
Xã Finley (tiếng Anh: Finley Township) là một xã thuộc quận Scott, tiểu bang Indiana, Hoa Kỳ. Năm 2010, dân số của xã này là 1.469 người.